# 11764 Бенбайо
11764 Бенбайо́ (11764 Benbaillaud) — астероїд головного поясу.
Тіссеранів параметр щодо Юпітера — 3,662.